# Wuhan Jiangda Women's Football Club
Il Wuhan Jiangda Women's Football Club, così come è conosciuta in lingua inglese, (中国车谷江大女子职业足球俱乐部S), è una squadra di calcio femminile professionistico cinese con sede nella città di Wuhan. Milita nella Super League, il livello di vertice del campionato cinese di categoria.
La squadra, che gioca le partite interne al Centro di formazione di Tazihu, distretto di Jiang'an, impianto dalla capienza di 2 000 posti, ha conquistato cinque campionati cinesi e il titolo di Campione d'Asia nella sua edizione d'esordio.

## Storia
L'idea di creare una sinergia tra aziende, la Jianghan University e la Wuhan football association, iniziò fin dagli anni novanta per poi concretizzarsi nel 2001 con l'intervento dell'organo di governo della città di Wuhan, permettendo alle ragazze iscritte all'università cittadina di affiancare al percorso di studi l'attività sportiva giocando in una squadra di calcio femminile.
Nel novembre 2014 l'università, la locale associazione calcistica e l'ente di gestione degli impianti sportivi di Wuhan firmarono un accordo per istituire il Wuhan Auto Valley Jiangda Women's Professional Football Club, con il polo tecnologico e industriale automobilistico del capoluogo della provincia di Hubei come sponsor. Inizialmente gestito direttamente dall'Università di Jianghan, negli anni si è evoluto in un club maggiormente integrato con le istituzioni politiche, sportive e scolastiche del territorio, passando la gestione principalmente all'Ufficio sportivo di Wuhan e alla Federazione calcistica municipale.
Nel 2017 la squadra, allora denominata Wuhan Jianghan University FC, ottenne il primo importante risultato sportivo della sua storia, vincendo il titolo di League One e ottenendo la promozione in Super League.
Alla sua prima stagione nel campionato cinese al vertice della categoria la squadra si rivela la migliore neopromossa, raggiungendo il quarto posto e la conseguente agevole salvezza, mettendo inoltre in evidenza diverse sue giocatrici che in cinque verranno poi scelte per la rosa delle 23 che con la nazionale cinese disputarono il Mondiale di Francia 2019. Tra queste la stella Wang Shuang, unica calciatrice cinese in forza a una squadra di club francese, il Paris Saint-Germain, proveniente dal club di Wuhan e che al termine del Mondiale tornò in organico con la squadra cinese.
Nel 2020 la squadra ottenne il suo primo successo nella Super League, vincendo il campionato 2020.
All'inizio del 2021 il club, con il mutare della denominazione del polo automotive, venne ufficialmente rinominato in Wuhan China Auto Valley Women's Professional Football Club.

## Palmarès

### Titoli nazionali
- Campionato cinese: 5

2020, 2021, 2022, 2023, 2024
- Campionato cinese femminile di seconda divisione: 1

2017

### Titoli internazionali
- AFC Women's Champions League: 1

2024-2025

## Organico

### Rosa 2024-2025
Rosa, ruoli e numeri di maglia come da sito ufficiale, aggiornati al 7 marzo 2025.
| N. |                  | Ruolo | Calciatore     |
| -- | ---------------- | ----- | -------------- |
| 1  | Cina (bandiera)  | P     | Yu Shengjin    |
| 5  | Cina (bandiera)  | D     | Wu Haiyan      |
| 6  | Cina (bandiera)  | C     | Xie Ting       |
| 7  | Cina (bandiera)  | C     | Wang Shuang    |
| 8  | Cina (bandiera)  | A     | Li Tingting    |
| 9  | Mali (bandiera)  | A     | Saratou Traoré |
| 10 | Cina (bandiera)  | C     | Yao Wei        |
| 11 | Kenya (bandiera) | A     | Terry Engesha  |
| 12 | Cina (bandiera)  | A     | Tan Han        |
| 13 | Cina (bandiera)  | D     | Xu Qianqian    |
| 14 | Cina (bandiera)  | C     | Zhu Hongguo    |
| 15 | Cina (bandiera)  | D     | Liu Hanqiu     |
| 16 | Cina (bandiera)  | D     | Wang Yumeng    |
| 17 | Cina (bandiera)  | D     | Sun Xiaoyu     |
| 18 | Cina (bandiera)  | D     | Ma Jun         |

| N. |                          | Ruolo | Calciatore     |
| -- | ------------------------ | ----- | -------------- |
| 20 | Corea del Sud (bandiera) | D     | Kim Hye-ri     |
| 21 | Cina (bandiera)          | C     | Dai Chenying   |
| 22 | Cina (bandiera)          | P     | Chen Chen      |
| 23 | Cina (bandiera)          | C     | Qin Manman     |
| 26 | Cina (bandiera)          | C     | Jiang Chenjing |
| 27 | Cina (bandiera)          | D     | Deng Mengye    |
| 28 | Cina (bandiera)          | D     | Song Fei       |
| 29 | Cina (bandiera)          | P     | Ding Yun       |
| 30 | Cina (bandiera)          | C     | Wang Qianqian  |
| 31 | Cina (bandiera)          | P     | Zhang Hao      |
| 32 | Cina (bandiera)          | D     | Zhao Yuxin     |
| 36 | Cina (bandiera)          | A     | Zhao Jingyi    |
| 37 | Cina (bandiera)          | C     | Song Dang      |
| 46 | Cina (bandiera)          | D     | Huang Baoying  |
| 47 | Cina (bandiera)          | C     | Du Jianqun     |